# Si (Beamter)
Si (auch Sij) ist der Name eines hohen altägyptischen Beamten und Priesters aus der Übergangszeit vom Ende der 3. Dynastie zum Beginn der 4. Dynastie.
Er ist nur durch eine Nennung auf der Scheintür des im selben Zeitraum lebenden hohen altägyptischen Beamtens, Priesters und Vorstehers Scheri bezeugt. Er trägt dort den Titel eines „Aufsehers über die Ka-Diener des Königs Sened“. Über Familie und Grabstätte ist nichts bekannt. Dietrich Wildung sieht in ihm einen möglichen Verwandten des Scheri und des Inkef. Für die Ägyptologie ist Si trotz der bislang einmaligen Nennung von gewissem Interesse, da er offensichtlich im Totenkult um den König Sened mitwirkte. Seneds Name erscheint in der Inschrift in einer Königskartusche, was einen Anachronismus darstellt: Königskartuschen wurden erst unter König Huni (Ende der 3. Dynastie) in die königliche Titulatur aufgenommen.